# Nikos Lowerdos
Nikos Lowerdos (gr. Νίκος Λοβέρδος) – osmański kolarz wyścigowy z greckiej społeczności w Smyrnie. Reprezentował Królestwo Grecji na Letnich Igrzyskach Olimpijskich 1896 w Atenach.
Lowerdos startował w wyścigu dwunastogodzinnym, ale go nie ukończył.